# Steigra
Steigra település Németországban, azon belül Szász-Anhalt tartományban. Lakosainak száma 1083 fő (2023. december 31.). Steigra Barnstädt és Nemsdorf-Göhrendorf községekkel határos.

## Népesség
A település népességének változása:
| Lakosok száma | 1146 | 1150 | 1112 | 1100 | 1083 |
|               | 2017 | 2019 | 2021 | 2022 | 2023 |